# Блек Ерт (Висконсин)
Блек Ерт (енгл. Black Earth) град је у америчкој савезној држави Висконсин.

## Демографија
По попису из 2010. године број становника је 1.338, што је 18 (1,4%) становника више него 2000. године.
| Група             | 2000.         | 2010.         |
| Белци             | 1.271 (96,3%) | 1.282 (95,8%) |
| Афроамериканци    | 2 (0,2%)      | 4 (0,3%)      |
| Азијати           | 9 (0,7%)      | 19 (1,4%)     |
| Хиспаноамериканци | 16 (1,2%)     | 17 (1,3%)     |
| Укупно            | 1.320         | 1.338         |